# マルセル・ランドスキ

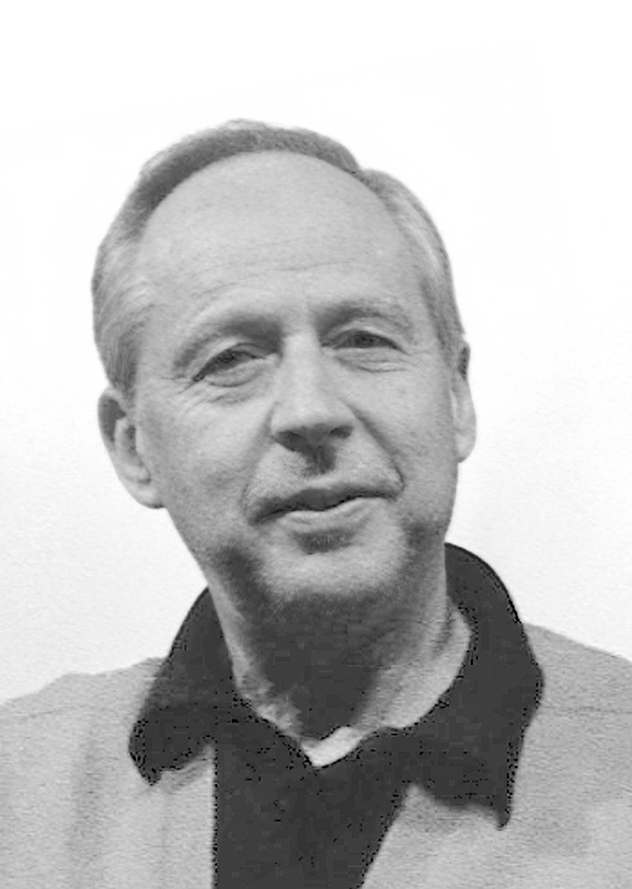
マルセル・ランドスキ（1985年）

マルセル・ランドスキ（またはランドウスキ、ランドフスキとも。Marcel Landowski, 1915年2月18日 ポン＝ラベ - 1999年12月23日 パリ）は、フランスの現代音楽の作曲家。

## 概要
アンリ・デュティユーと共に、フランス近代以降の音楽の発展を受け継ぎながら、極端に走らず、伝統的でわかりやすい表現で独自の無調音楽を展開した。前衛音楽に距離をとったことや、世俗的・社会的な成功から、ピエール・ブーレーズとその支持者（識者も含む）から攻撃されており、現在も作曲家としての評価が定まったとはいえない。
ポーランド系フランス人の彫刻家ポール・ランドスキを父に、作曲家アンリ・ヴュータンの曾孫を母に生まれる。まだ幼い頃から音楽的な素質をはっきりと示し、ピアノをマルグリット・ロンに師事する。1935年にパリ音楽院に入学し、指揮法をピエール・モントゥーに師事。もう一つの決定的な出会いは、作曲家アルテュール・オネゲルとのものであり、その影響はランドスキの創作にいくつかの影響を見ることができる。
1966年にアンドレ・マルローにより、文化省の音楽・オペラ部局の監督に指名される。これは華麗な行政歴と名誉職の始まりであり、そこからついにはフランス学士院芸術アカデミーの終身総裁に至ったのである。
ランドスキは作曲家として、教条的なセリー技法には、つねに異を唱えていた。ランドスキの音楽語法は、その限りでは調性的な発想から出ており、人道主義的・哲学的な関心に従っている。伝統的な形式を尊重して、とりわけ管弦楽曲や声楽曲を創作したが、それらの作品は、物質主義や不寛容の罠についての真摯な黙想から出発している。ランドスキが最も気迫をこめて表現した作品は、おそらく歌劇《モンセギュール Montségur》と《暁のミサ曲 Messe de l'Aurore 》であろう。
他に主要作品としては、5曲の交響曲、2曲のピアノ協奏曲、歌劇《愚か者 Le Fou》などが挙げられる。1940年代から60年代にかけては映画音楽も手掛けた。
生前からERATOの信頼が厚く、没後9枚組ランドスキ・エディションが発売された。